# Marmosops invictus
Marmosops invictus e вид опосум от семейство Didelphidae.
Това е вид обитаващ тропическите гори на Панама от двете страни на Панамския канал на надморска височина от 500 до 1300 m. Той е малък предимно земен вид, активен е през нощта, храни се с плодове и насекоми.